# 天主教邁門辛教區
天主教邁門辛教區（拉丁語：Dioecesis Mymensinghensis），是羅馬天主教會以孟加拉邁門辛為中心的一個主教區。屬達卡總教區。教區管轄達卡專區北部。
2004年有教友67,510名，佔轄區總人口僅百分之0.5。由28名司鐸名管理10個堂區。現任教區主教為保祿‧波能‧庫比。
1987年5月15日自達卡總教區分出成為教區。